# 中共晋冀鲁豫中央局
中共晋冀鲁豫中央局是中国抗日战争初期负责晋冀鲁豫边区的中国共产党中央委员会领导机构。
1942年9月1日，中共中央太行分局在涉县赤岸村成立，领导晋冀豫（太行）区党委、冀南区党委、太岳区党委、晋豫（中条山）区党委工作。分局委员邓小平、李大章、刘伯承、蔡树藩、李雪峰；书记兼组织部长邓小平，副书记兼宣传部长李大章。后来李雪峰任组织部长，张磐石任宣传部长。1943年10月，中共中央决定，中共中央太行分局并入中共中央北方局。
1945年8月20日，中共中央北方局和中共中央冀鲁豫分局合并为中共晋冀鲁豫中央局，驻武安冶陶；刘伯承，邓小平，薄一波，滕代远，王宏坤，张际春，王从吾，李达，杨立三，王新亭，李大章，杨秀峰，陈赓，李雪峰，宋任穷，陈再道，杨勇，李菁玉，张霖之，杨得志，苏振华为委员。刘伯承，邓小平，薄一波，滕代远，王宏坤，张际春，王从吾，杨秀峰八同志为中央局常委。主要同志的分工：司令员刘伯承；政委邓小平；第一副司令滕代远；第二副司令王宏坤；第一副政委薄一波；第二副政委张际春；参谋长李达，政治部主任张际春，副主任王新亭。北方局同时取消。
1947年7月晋冀鲁豫野战军千里跃进大别山后，薄一波任中共晋冀鲁豫中央局书记。1948年6月，中共晋冀鲁豫中央局与中共晋察冀中央局合并为中共中央华北局。